# Hiệp hội Quốc tế về Quang trắc và Viễn thám
Hiệp hội Quang trắc và Viễn thám Quốc tế hay Hiệp hội Quốc tế về Quang trắc và Viễn thám, viết tắt tiếng Anh là ISPRS (International Society for Photogrammetry and Remote Sensing) là một tổ chức phi chính phủ quốc tế hoạt động trong lĩnh vực nghiên cứu quang trắc và viễn thám, và ứng dụng của nó.
ISPRS thành lập năm 1910 với tên gọi International Society for Photogrammetry viết tắt là ISP, và năm 1980 đổi sang tên hiện nay. ISPRS là thành viên Liên hiệp khoa học của Hội đồng Khoa học Quốc tế (ISC) , và của Hội đồng Quốc tế về Khoa học (ICSU) trước đây.
Lãnh đạo ISPRS nhiệm kỳ 2016-2021 có chủ tịch Christian Heipke từ  Đức và Tổng thư ký Lena Halounová từ  Cộng hòa Séc.

## Hoạt động
ISPRS là một tổ chức quốc tế lâu đời nhất trong lĩnh vực của mình, trong đó có thể tóm tắt như giải quyết "thông tin từ hình ảnh".
ISPRS đạt được mục tiêu bằng cách:
- Thúc đẩy kiến thức trong các lĩnh vực quan tâm của ISPRS bằng cách khuyến khích và tạo thuận lợi cho nghiên cứu và phát triển, kết nối khoa học và các hoạt động liên ngành
- Tạo điều kiện cho giáo dục và đào tạo với sự nhấn mạnh đặc biệt ở các nước kém phát triển
- Tăng cường công nhận đại chúng những đóng góp của trắc quang, viễn thám và khoa học thông tin không gian vì lợi ích của nhân loại và tính bền vững của môi trường.

## Liên kết quốc tế
ISPRS là thành viên tích cực của Ủy ban Liên Hợp Quốc về Sử dụng Hòa bình Không gian Vũ trụ (COPUOS - Peaceful Uses of Outer Space), Tổ Quan sát Trái Đất (GEO - Group on Earth Observations), Ủy ban về các vệ tinh quan sát Trái Đất (CEO - Committee on Earth Observation Satellites), và Hội đồng Khoa học Quốc tế (ICSU).
Hội có quan hệ đáng kể với một số chi nhánh Liên Hợp Quốc, các hội khoa học quốc tế liên quan, Tổ chức Tiêu chuẩn Quốc tế (ISO - International Organization for Standardization) và Open Geospatial Consortium (OGC). 
ISPRS làm việc với Văn phòng về Hoạt động Vũ trụ Liên Hợp Quốc (UNOOSA - UN Office of Outer Space Affairs), tổ chức hội thảo và có đại diện trên các CEOS và Tổ công tác ISO.

## Ban kỹ thuật 2012-2016
Các chương trình khoa học và kỹ thuật ISPRS được tổ chức với 8 Ban kỹ thuật. Mỗi Ban được tài trợ bởi một tổ chức thành viên ISPRS cho giai đoạn bốn năm giữa kỳ Đại hội.
Tám ban kỹ thuật này đã thành lập hơn 60 nhóm công tác chịu trách nhiệm cho các chủ đề cụ thể trong các lĩnh vực trách nhiệm của Ban.
| Ban      | Tên                                                                | Tên tiếng Anh                                                      |
| -------- | ------------------------------------------------------------------ | ------------------------------------------------------------------ |
| Ban I    | Cảm biến và nền tảng cho Remote Sensing                            | Sensors and Platforms for Remote Sensing                           |
| Ban II   | Lý thuyết và khái niệm về Thông tin Khoa học không gian            | Theory and Concepts of Spatial Information Science                 |
| Ban III  | Không ảnh Computer Vision và Phân tích hình ảnh                    | Photogrammetric Computer Vision and Image Analysis                 |
| Ban IV   | Cơ sở dữ liệu không gian địa lý và Dịch vụ dựa trên Vị trí         | Geospatial Databases and Location Based Services                   |
| Ban V    | Đóng cấp hình ảnh, phân tích và ứng dụng                           | Close-Range Imaging, Analysis and Applications                     |
| Ban VI   | Giáo dục, chuyển giao công nghệ và năng lực phát triển             | Education, Technology Transfer and Capacity Development            |
| Ban VII  | Chế biến chuyên đề, mô hình hóa và phân tích các dữ liệu quan trắc | Thematic Processing, Modeling and Analysis of Remotely Sensed Data |
| Ban VIII | Ứng dụng Viễn thám và Chính sách                                   | Remote Sensing Applications and Policies                           |

## Các đại hội
| 24. | ISPRS 2020. | Nice           |           |                    |
| 23. | ISPRS 2016. | Prague         | 2016-2020 | Christian Heipke   |
| 22. | ISPRS 2012. | Melbourne      | 2012-2016 | Chen Jun           |
| 21. | ISPRS 2008. | Bắc Kinh       | 2008-2012 | Orhan Altan        |
| 20. | ISPRS 2004. | Istanbul       | 2004-2008 | Ian Dowman         |
| 19. | ISPRS 2000. | Amsterdam      | 2000-2004 | John Trinder       |
| 18. | ISPRS 1996. | Vienna         | 1996-2000 | Lawrence W. Fritz  |
| 17. | ISPRS 1992. | Washington DC  | 1992-1996 | Shunji Murai       |
| 16. | ISPRS 1988. | Kyoto          | 1988-1992 | Kennert Torlegard  |
| 15. | ISPRS 1984. | Rio de Janeiro | 1984-1988 | Gottfried Konecny  |
| 14. | ISP 1980.   | Hamburg        | 1980-1984 | Frederick J. Doyle |
| 13. | ISP 1976.   | Helsinki       | 1976-1980 | Jean Cruset        |
| 12. | ISP 1972.   | Ottawa         | 1972-1976 | Samuel G. Gamble   |
| 11. | ISP 1968.   | Lausanne       | 1968-1972 | L. Solaini         |
| 10. | ISP 1964.   | Lisbon         | 1964-1968 | H. Harry           |
| 9.  | ISP 1960.   | London         | 1960-1964 | A. P. Clemente     |
| 8.  | ISP 1956.   | Stockholm      | 1956-1960 | R. L Brown         |
| 7.  | ISP 1952.   | Washington DC  | 1952-1956 | P. Mogensen        |
| 6.  | ISP 1948.   | The Hague      | 1948-1952 | O. S. Reading      |
| 5.  | ISP 1938.   | Rome           | 1938-1948 | W. Schermerhorn    |
| 4.  | ISP 1934.   | Paris          | 1934-1938 | G. Cassinis        |
| 3.  | ISP 1930.   | Zurich         | 1930-1934 | Gen. Perriet       |
| 2.  | ISP 1926.   | Berlin         | 1926-1930 | O. Eggert          |
| 1.  | ISP 1913.   | Vienna         | 1913-1926 | E. Dolezal         |
| B.  |             |                | 1910-1913 | E. Dolezal         |

## Xuất bản
- Tạp chí chính, ISPRS Journal of Photogrammetry and Remote Sensing, trụ sở tại Hà Lan do Elsevier đảm trách, ra 12 số mỗi năm.[6]
- Tạp chí trực tuyến ISPRS International Journal of Geo-Information — Open Access Journal ra hàng quý, do MDPI (Multidisciplinary Digital Publishing Institute) đảm trách.